# Гаделин
Гаделин из Селля (лат. Hadelinus, около 617, Аквитания, Франция — 690, Сель, Эно, совр. Бельгия) — христианский святой.
Св. Гаделин был монахом в монастыре св. Петра в Солиньяке, настоятелем которого был. св. Ремакль. Около 647 года св. Ремагл покинул Солиньяк и обосновался в Арденнах, где в 648 году основал монастырь в Стабул (совр. Ставело). После того как св. Ремакль стал епископом маастрихтским, пути святых Ремакля и Гаделина разошлись. Святой Гаделин удалился в пустынь, где к нему присоединились ученики, занимавшиеся евангелизацией региона. Благодаря дару Пипина Геристальского св. Гаделин смог основать на этом месте монастырь, с которого началась деревня Сель.
В средние века с именем св. Гаделина связывался ряд чудес: излечение глухонемой, воскрешение женщины по имени Гиза (нидерл. Guiza), возникновение источника неподалёку от Филиппвилля.
В 1046 году епископ Льежский Вазо повелел сделать раку для мощей святого Гаделина. Из-за несогласий монахов с владельцем Сель в 1338 году мощи святого были перенесены в церковь св. Мартина в Визе, где они находятся и сегодня.